# Inmigración argentina en Canadá
La inmigración argentina en Canadá se refiere a los canadienses argentinos, ciudadanos o residentes de Canadá, cuyos orígenes se encuentran en la República Argentina.
En 1931, el Estatuto de Westminster otorgó la soberanía nacional de Canadá lo que marco el inicio de la independencia canadiense. Argentina abrió su primer embajada en Otawwa en 1945. En 1952 la Ley Canadiense de Inmigración de 1952 dio lugar a un aumento de inmigrantes de otros países aunque la comunidad argentina se mantuvo sin cambios. En 1947 un grupo de 200 ingenieros y agricultores argentinos fueron enviados por el gobierno de Juan Domingo Perón a especializarse en el rubro forestal, conformando una de las primeras comunidades argentinas en Canadá, tras tres años regresaron a la Argentina con nuevos conocimientos impulsando la industria forestal y peletera en el Sur del País, entre 1950 y 1955 la producción maderera argentina logró aumentar un 475 por ciento y pasar de importar madera por 20 millones anuales en 1949 a exportar por un valor de 190 millones en 1954, mientras que la industria peletera triplicó su valor.
La situación se modifica en 1976 con la llegada de cientos de refugiados a raíz de la agitación política por la implantación del régimen militar autodenominado Revolución Libertadora que se prolongó hasta 1983, coincidiendo la democracia argentina. Las concentraciones más altas de argentinos se encuentran en Toronto, Ontario. 
La inmigración argentina se destaca por su población relativamente y con estudios universitarios, la mayoría posee su estatus migratorio a través del programa Startup Visa, para negocios. Alrededor del 30 por ciento son inmigrantes jóvenes temporales a través del programa work & holliday. Unos 500 inmigrantes son jóvenes universitarios que realizan un máster o un programa de intercambio en universidades canadienses.